# Cyclodictyon lebrunii
Cyclodictyon lebrunii är en bladmossart som beskrevs av Fernand Mathieu Hubert Demaret och Potier de la Varde 1951. Cyclodictyon lebrunii ingår i släktet Cyclodictyon och familjen Hookeriaceae. Inga underarter finns listade i Catalogue of Life.